# Little Desert nationalpark
Little Desert nationalpark är en nationalpark i Australien.   Den ligger i kommunen West Wimmera och delstaten Victoria, i den sydöstra delen av landet, 700 km väster om huvudstaden Canberra. Little Desert nationalpark ligger 117 meter över havet. Arean är 1 320 kvadratkilometer.
Omgivningarna runt Little Desert nationalpark är i huvudsak ett öppet busklandskap.